# Hrabstwo Putnam (Indiana)

Piramida wieku hrabstwa

Hrabstwo Putnam (ang. Putnam County) – hrabstwo w stanie Indiana w Stanach Zjednoczonych.

## Geografia
Według spisu z 2010 roku obszar całkowity hrabstwa obejmuje powierzchnię 482,69 mili2 (1250,16 km²), z czego 480,53 mili2 (1244,57 km²) stanowią lądy, a 2,16 mili2 (5,59 km²) stanowią wody. Według szacunków United States Census Bureau w roku 2012 miało 37 750 mieszkańców. Jego siedzibą administracyjną jest Greencastle.

### Miasta
- Bainbridge
- Cloverdale
- Fillmore
- Greencastle
- Roachdale
- Russellville

### CDP
- Heritage Lake
- Van Bibber Lake